# لین کارلین
لین کارلین (انگلیسی: Lynn Carlin؛ زادهٔ ۳۱ ژانویهٔ ۱۹۳۸) یک هنرپیشه اهل ایالات متحده آمریکا است.